# Karim Souchu
Karim Souchu (Senlis, 30 marzo 1979) è un ex cestista francese.

## Palmarès
- Coppa di Cipro: 1

AEL Limassol: 2008